# Centro (Badalona)
Centro o Badalona centro, es un barrio costero de la ciudad de Badalona, en la comarca catalana del Barcelonés que está en la provincia de Barcelona (España).
Forma parte del Distrito I junto con Canyadó, Casagemes, Coll i Pujol, Dalt de la Vila, Manresà y Progrés. Limita con los distritos de El Progrés, El Raval, Coll i Pujol, Dalt de la Vila y Casagemes.
Según los datos del padrón de 2012, el barrio del Centro tiene 8.265 habitantes, de los cuales 3.841 (el 46,5 %) son hombres y 4.424 (el 53,5 %) son mujeres, siendo el barrio con mayor proporción de mujeres. La población del barrio representa al 3,7 % de habitantes de toda la ciudad.

## Lugares de interés

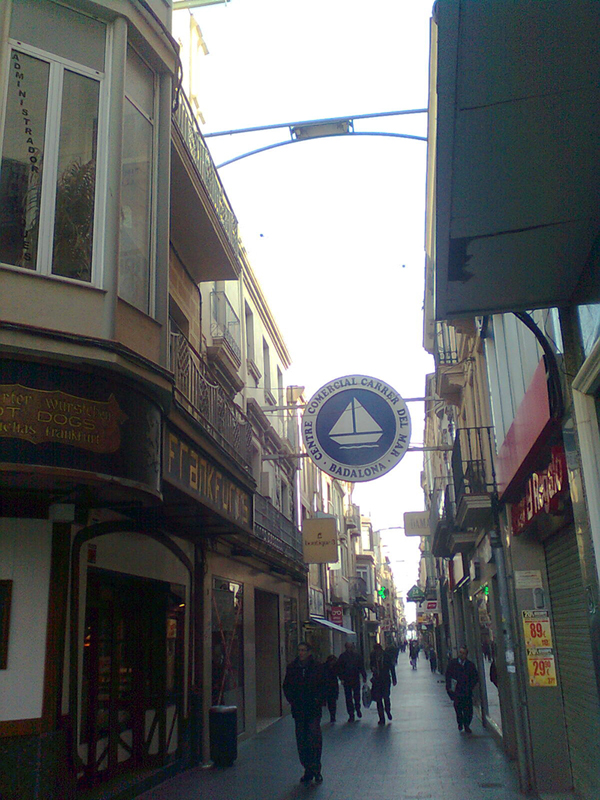
La calle de Mar, camino tradicional de mar y uno de los centros comerciales principales de toda la ciudad.

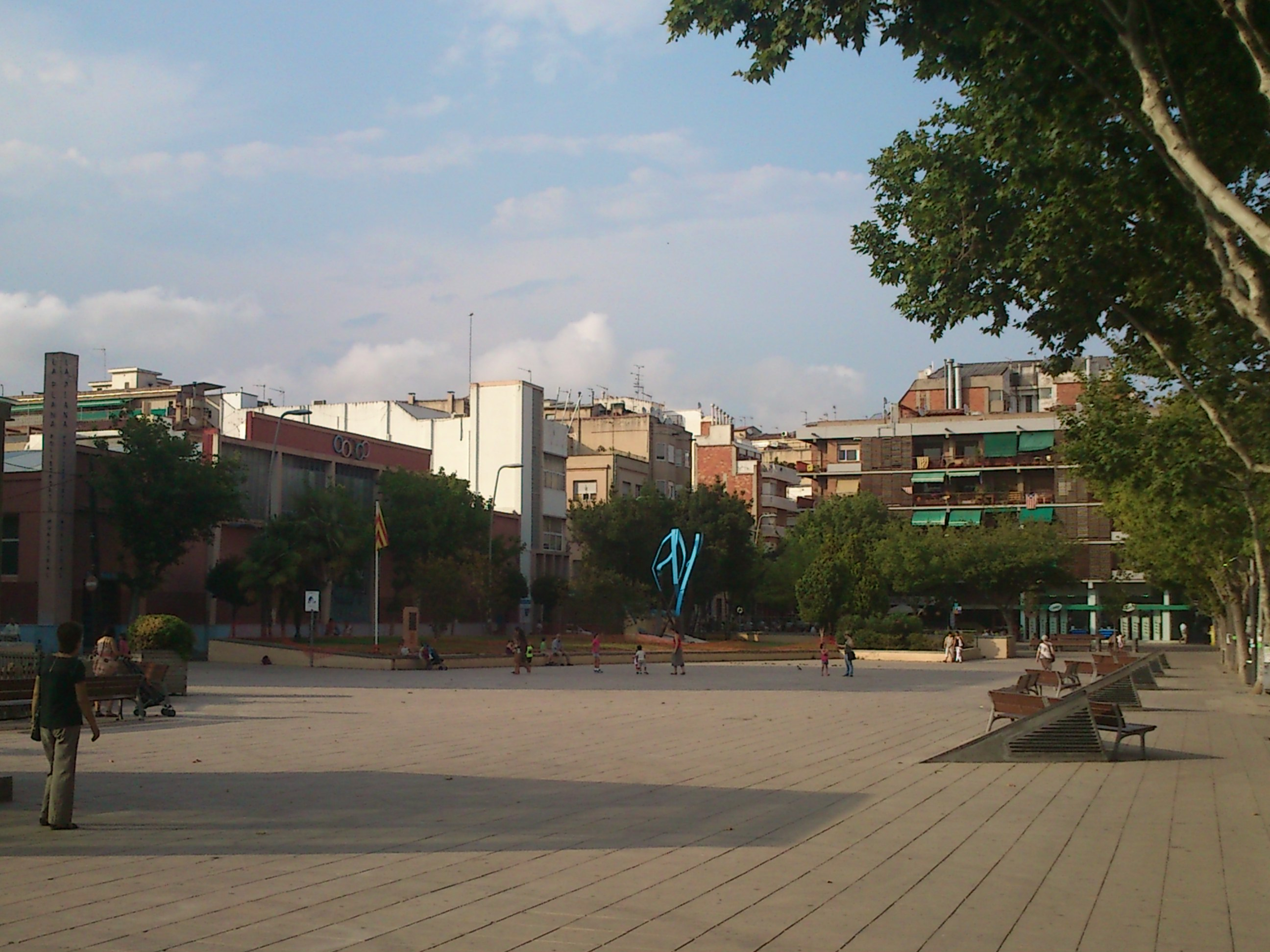
Plaza de la Plana.

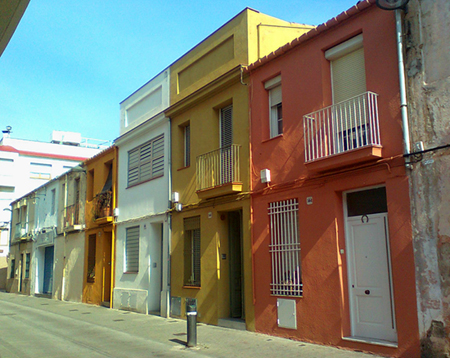
Muchas calles todavía conservan las casas tradicionales badaloninas, como estas de la calle San Pedro.

Durante el siglo XIX, el sector marítimo donde solo  había algunas casitas de pescadores, conocido antiguamente como el Arenal, empezó a urbanizarse formando el nuevo núcleo de "Baix a Mar". La arteria que une este lugar con el casco antiguo de la ciudad de Badalona (Dalt de la Vila) es la calle del Mar (antiguo camino del Mar), que se ha convertido en el principal eje comercial de la ciudad. 
La calle del Mar recibió en 1919 el nombre oficial de calle Prat de la Riba, a pesar de que ya era conocida popularmente con el nombre que ha acabado siendo su nombre actual. Nace en la plaza de la Vila y acaba en la Rambla. Conserva un buen número de edificios de principios del siglo XX, como la Casa Prat, y resulta de interés como conjunto urbanístico, junto con las calles adyacentes que conforman el primer ensanche de Badalona. Otros edificios importantes adyacentes a la Calle del Mar son por ejemplo Casa Clarós, también denominada Cal Tanet, del año 1905, y la Casa Miquel Badia, de 1907, las dos obra de Joan Amigó y Barriga. En el año 1969 fue reurbanizada para convertirla en una calle peatonal, siendo inaugurada el 20 de diciembre de aquel mismo año.
El 11 de mayo de 1895 se inauguró en la Plaza de la Vila una escultura de Evarist Arnús, hijo adoptivo de la ciudad, que fue desmantelada durante la Guerra Civil para construir un refugio. Se desconoce qué pasó con la figura, pero la mayor parte del pedestal se hizo a trozos o se partió para hacer paredes, algunos trozos de los cuales fueron encontrados en la pared de la calle de la Costa, en Dalt de la Vila, en 2004.
En 1897, el alcalde Joaquim Palay inauguró la calle de los Árboles, un eje viario que unía el centro del municipio con las zonas industriales de nueva urbanización, enlazando la Avda. Martí y Pujol con la actual Avda. San Ignacio de Loyola.
La Rambla de Badalona es sin duda uno de los espacios urbanos más populares de la ciudad. Fue urbanizada en 1878 según proyecto de Villar Lozano. En este paseo podemos encontrar edificios como Can el Escanyaralets, un edificio de estilo ecléctico de 1898, o el monumento en agradecimiento a Vicenç Roca i Pi, quién dejó todos sus bienes "a la gente pobre, enfermos y desvalidos domiciliados en Badalona". Se construyó en 1894 y se inauguró el 15 de agosto del mismo año.  El 1936 se desmontó para sustituirlo por uno nuevo, pero a raíz de la escasez económica el nuevo monumento no fue construido nunca. El 23 de mayo de 1943 el monumento fue reinstalado en el actual emplazamiento.
En la plaza de la vila  encontramos la Casa Consistorial, o Casa de la Vila, la sede del Ayuntamiento de Badalona. Se trata de un edificio construido el 1877 por Francesc de Paula Villar, que fue arquitecto municipal y director de la Escuela de Arquitectura.
En la Avenida Martí y Pujol, también encontramos edificios destacables como la Casa Enric Mir, de 1909, o la Casa Pavillard, del año 1906, las dos también obra de Amigó, así como la Casa Gafarel·lo, ya fuera de la época modernista, a pesar de que su influencia se deja notar en el perfil sinuoso de las cornisas que separan las diferentes plantas y la que la corona. Al final de esta calle, junto al mar, se sitúa la estación de Badalona, de 1899, construida por Salvador Soteras.
También encontramos el Mercado Maignon, que data del 1899, y la biblioteca Can Casacuberta, una antigua fábrica industrial de origen modernista. Los dos edificios están protegidos como bien cultural de interés local. Muy cerca, en el límite con el barrio del Progrés, encontramos la iglesia de Sant Josep.
La Casa Pere Busquets es un chalé unifamiliar que fue propiedad del fabricante de perfumes Pere Busquets, construido en 1912. Es un edificio modernista de Amigó protegido como bien cultural de interés local. Otro edificio de Joan Amigó es la escuela de los Hermanos Maristas, también modernista, que data de principios del siglo XX.
El Centro cívico y cultural El Carme, en la calle Francesc Layret, fue construido en el mismo solar donde, hasta el año 2010,  se encontraba la antigua Clínica de Carme. El edificio, de 3.500 metros cuadrados,  se terminó de construir en 2012, costó 6,5 millones de euros pero se pudo inaugurar porque su mantenimiento suponía un gasto de 300.000 euros anuales al Ayuntamiento. En verano de 2013 se llegó a un acuerdo con la Universidad de Barcelona por la concesión del espacio durante 10 años. El uso del edificio sería compartido, con un 35 % ocupado por el Ayuntamiento y con un 65 % por la UB, y sería esta quien se haría cargo del mantenimiento, limpieza y suministros del edificio. La sala de exposiciones del centro recibió el nombre del pintor badalonés Josep Uclés.